# Parco nazionale dell'Eifel
Il Parco nazionale dell'Eifel (in tedesco: Nationalpark Eifel) è un'area naturale protetta situata nella parte occidentale della Germania, nel Land della Renania Settentrionale-Vestfalia. Istituito ufficialmente il 1º gennaio 2004, è il primo e finora unico parco nazionale di questo Land e copre un’area di circa 110 km², in gran parte compresa tra le città di Monschau, Schleiden e Heimbach, nella catena montuosa dell'Eifel.

## Storia
L'area dell'Eifel è stata a lungo utilizzata per scopi militari, in particolare come poligono di tiro e area d'addestramento della Bundeswehr e, prima ancora, delle forze armate statunitensi. Questa destinazione d'uso ha paradossalmente favorito Ciò ha limitato l'urbanizzazione e favorito la conservazione della natura, impedendo l'espansione agricola o edilizia. Dopo la dismissione delle attività militari, è stato avviato un processo di riqualificazione e protezione ambientale che ha portato alla creazione del parco nazionale nel 2004.
Una porzione del territorio del parco, nota come Vogelsang IP, ospita oggi un centro espositivo e memoriale nell'ex Ordensburg nazista di Vogelsang, poi base NATO, oggi trasformata in un centro culturale e didattico.

## Geografia
Il parco si estende nella sezione settentrionale dell'Eifel, un massiccio basso di origine vulcanica che si sviluppa lungo il confine tra la Germania e il Belgio. La topografia del parco è caratterizzata da colline ondulate, profonde valli fluviali, gole e altopiani boscati. La sua altitudine varia tra i 180 e i 630 metri sul livello del mare.
I principali corsi d'acqua del parco sono il fiume Rur e i suoi affluenti, tra cui l'Urft. Il lago di Rur (Rurstausee), uno dei più grandi bacini artificiali della Germania, si trova sul confine meridionale del parco. All'interno dell'area protetta si trovano anche altri specchi d'acqua, come il lago di Urft (Urftsee), importanti per la biodiversità acquatica e per le migrazioni degli uccelli.

## Ecologia

### Flora
Il parco protegge prevalentemente ecosistemi di foresta temperata decidua. Gran parte della superficie è occupata da boschi misti di faggi (Fagus sylvatica), querce (Quercus robur e Quercus petraea), aceri (Acer pseudoplatanus), e frassini. A seguito dell'uso storico dell'area, molte porzioni sono state piantumate con conifere non autoctone (come l'abete rosso, Picea abies) che stanno gradualmente lasciando spazio a specie indigene grazie a progetti di rinaturalizzazione.

### Fauna
L'area ospita una fauna varia e tipica delle foreste europee. Tra i mammiferi si segnalano il cervo nobile (Cervus elaphus), il capriolo (Capreolus capreolus), il cinghiale (Sus scrofa) e la lince eurasiatica (Lynx lynx), reintrodotta nell’Eifel con successo a partire dagli anni 2000. Tra i predatori più piccoli si trovano la martora (Martes martes), il tasso (Meles meles) e la volpe rossa (Vulpes vulpes).
L'avifauna è particolarmente ricca: il parco è uno degli ultimi rifugi in Germania per la cicogna nera (Ciconia nigra) e il picchio nero (Dryocopus martius), oltre a rapaci come la poiana (Buteo buteo) e il gheppio comune (Falco tinnunculus). Tra gli anfibi e rettili figurano il rospo comune (Bufo bufo), il tritone crestato (Triturus cristatus) e la lucertola vivipara (Zootoca vivipara).

## Conservazione
Il principio guida del parco è «Natur Natur sein lassen» («lasciare che la natura segua il suo corso»), secondo le linee guida dell'Unione Internazionale per la Conservazione della Natura (IUCN). Circa il 75% del territorio è destinato a diventare area a selvicoltura passiva, ovvero senza interventi umani diretti, entro il 2034.
Il parco è gestito da un'amministrazione dedicata, con sede a Schleiden-Gemünd, che si occupa della tutela dell'ambiente, del monitoraggio scientifico, dell'educazione ambientale e dell'accoglienza dei visitatori.

## Turismo
Il Parco nazionale dell'Eifel è una destinazione popolare per gli escursionisti, ciclisti e amanti della natura. Oltre 240 chilometri di sentieri segnalati permettono l'esplorazione dell'area a piedi o in bicicletta. Il Sentiero selvaggio dell'Eifel (Wilder Weg) e il Sentiero della foresta antica (Urwaldsteig) sono tra i più noti. 
Sono presenti numerosi centri visita, come quello di Gemünd, il centro educativo «Wald und Holz» e il moderno Forum Vogelsang IP, che combina natura, storia e memoria. I visitatori possono partecipare a escursioni guidate, attività didattiche e laboratori naturalistici.

## Cultura e memoria
Oltre all'interesse naturalistico, l'Eifel è ricca di testimonianze storiche, come resti romani, antiche mulattiere, ponti medievali e insediamenti rurali. L'ex Ordensburg di Vogelsang rappresenta un unicum nella storia del nazionalsocialismo ed è oggi un importante centro per la memoria e l'educazione alla tolleranza.